# Östra Indonesien
Östra Indonesien (indonesiska: Negara Indonesia Timur) var en federal stat (negara bagian) som bildades den 24 december 1946 och omfattande Sulawesi, Moluckerna och Små Sundaöarna, med Makassar (nuvarande Ujung Pandang) som huvudstad. 1949 blev det en del av Republiken Indonesiens förenta stater (RUSI) och upplöstes 1950 i och med slutet av RUSI.